# Banur
Banur (o Banaur) è una città dell'India di 15.005 abitanti, situata nel distretto di Patiala, nello stato federato del Punjab. In base al numero di abitanti la città rientra nella classe IV (da 10.000 a 19.999 persone).

## Geografia fisica
La città è situata a 30° 33' 20 N e 76° 43' 6 E e ha un'altitudine di 277 m s.l.m..

## Società

### Evoluzione demografica
Al censimento del 2001 la popolazione di Banur assommava a 15.005 persone, delle quali 8.028 maschi e 6.977 femmine. I bambini di età inferiore o uguale ai sei anni assommavano a 2.189, dei quali 1.203 maschi e 986 femmine. Infine, coloro che erano in grado di saper almeno leggere e scrivere erano 9.204, dei quali 5.375 maschi e 3.829 femmine.